# Варрингхольц
Варрингхольц (нем. Warringholz) — община в Германии, в земле Шлезвиг-Гольштейн. 
Входит в состав района Штайнбург. Подчиняется управлению Шенефельд.  Население составляет 294 человека (на 31 декабря 2010 года). Занимает площадь 6,3 км².